# 8-Fenilteofilina
8-Fenilteofilina (8-fenil-1,3-dimetilxantina, 8-PT) é uma droga derivada da família da xantina a qual atua como um antagonista potente e seletivo para os receptores de adenosina A1 e A2, mas diferentemente de outros derivados de xantina não tem virtualmente atividade como um inibidor da fosfodiesterase. Tem efeitos estimulantes em animais com potencial similar a cafeína.